# Kingiyadai
 (avril 2024).
La mise en forme du texte ne suit pas les recommandations de Wikipédia : il faut le « wikifier ».
Les points d'amélioration suivants sont les cas les plus fréquents. Le détail des points à revoir est peut-être précisé sur la page de discussion.
- Les titres sont pré-formatés par le logiciel. Ils ne sont ni en capitales, ni en gras.
- Le texte ne doit pas être écrit en capitales (les noms de famille non plus), ni en gras, ni en italique, ni en « petit »…
- Le gras n'est utilisé que pour surligner le titre de l'article dans l'introduction, une seule fois.
- L'italique est rarement utilisé : mots en langue étrangère, titres d'œuvres, noms de bateaux, etc.
- Les citations ne sont pas en italique mais en corps de texte normal. Elles sont entourées par des guillemets français : « et ».
- Les listes à puces sont à éviter, des paragraphes rédigés étant largement préférés. Les tableaux sont à réserver à la présentation de données structurées (résultats, etc.).
- Les appels de note de bas de page (petits chiffres en exposant, introduits par l'outil «  Source ») sont à placer entre la fin de phrase et le point final[comme ça].
- Les liens internes (vers d'autres articles de Wikipédia) sont à choisir avec parcimonie. Créez des liens vers des articles approfondissant le sujet. Les termes génériques sans rapport avec le sujet sont à éviter, ainsi que les répétitions de liens vers un même terme.
- Les liens externes sont à placer uniquement dans une section « Liens externes », à la fin de l'article. Ces liens sont à choisir avec parcimonie suivant les règles définies. Si un lien sert de source à l'article, son insertion dans le texte est à faire par les notes de bas de page.
- La présentation des références doit suivre les conventions bibliographiques. Il est recommandé d'utiliser les modèles {{Ouvrage}}, {{Chapitre}}, {{Article}}, {{Lien web}} et/ou {{Bibliographie}}. Le mode d'édition visuel peut mettre en forme automatiquement les références.
- Insérer une infobox (cadre d'informations à droite) n'est pas obligatoire pour parachever la mise en page.

Pour une aide détaillée, merci de consulter Aide:Wikification.
Si vous pensez que ces points ont été résolus, vous pouvez retirer ce bandeau et améliorer la mise en forme d'un autre article.
Kingiyadai (mongol : Kinggiyadai; en Chinois: 軽吉牙歹 (Qīngjíyádǎi); en Persan: کينقياتاي (Kīnqiyātāī)) était un aristocrate Olqunu'ut, oncle maternel de Gengis Khan.

## Biographie
Selon « l'Histoire secrète de la dynastie Yuan », Kingiyadai a rompu avec Jamuka et est retourné au camp de Temujin (plus tard Gengis Khan), qui était dans une position de faiblesse. D'autres personnes qui ont rejoint le camp de Temujin à peu près à la même époque et sont devenues plus tard importantes incluent Kublai (l'un des Quatre Chiens), Subutai (l'un des Quatre Chiens) et  Kyuregen.
Plus tard, lorsque l'empire mongol fut fondé en 1206, Kingiyadai fut nommé commandant d'un mingan (unité de 1000) un exécutif de l'empire. Il est classé 80ème dans la liste des vassaux méritants dans « l'Histoire secrète de la dynastie  ». En revanche, dans « l'Histoire collective » et les « Chroniques de Gengis Khan », il est enregistré comme commandant d'un millier d'hommes sur l'aile droite de l'armée du milieu 

## Descendance
Le fils de Kingiyadai, Yeke Yesur (qui signifie « Grand Yesur » ; traduit en persan, il s'appelait également Yesur Bozorg), avec Chormagun de la division Sunit, fut choisi comme chef de Tanmachi dans la direction iranienne et fut nommé aux 20 000- corps d'hommes. Il a été envoyé en Iran en tant que commandant des dix mille personnes.
La position de Yeke Yesur en tant que chef du Corps des Dix Mille Peuples a été transmise de génération en génération à son fils Khoja Noyan, son petit-fils Tona et son arrière-petit-fils Tolat Kyuregen, mais lorsque Tolat a été exécuté sous le règne de Ghazan Khan, les Dix Le Corps des Mille Peuples a été dissous., la lignée familiale Kingiyadai (en Iran) a disparu.

## Généalogie de la branche Orknut
- Hö'elün Eke
- Olar Küregen
  - Taiču Küregen
    - J̌uǰinbai Küregen ＞朮心/zhúzhēnbǎi,جوجینبای/jūjīnbāī
      - Bekle Küregen (Bekle Küregen > biéhélà)
        - Tabaq Küregen (Tabaq Küregen > Tour Huit/tǎbā)
- Kinggiyadai Kyuregen
  - Yeke yesür (Yeke yesür ＞بوكا تیمور/yīsūr buzurg)
    - Khwaja noyan ＞خواجه نویان/khwāja nūyān
      - Tona (Tona >تونا/tūnā)
        - Torato Küregen (Torato Küregen ＞توراتو كوركان/tūrātū kūrkān)

      - Mulaqar (Mulaqar ＞مولاقر/mūlāqar)[5]

### Sources ancienne
1. Histoire secrète des Mongols
2. Jami al-tawarikh

### Sources moderne
1. ↑  村上1970,221-237頁
2. ↑  村上1972,389頁
3. ↑  志茂2013,756頁
4. ↑  志茂2013,755-757頁
5. ↑  Simon Berger, « "Une armée en guise de peuple" : la structure militaire de l'organisation politique et sociale des nomades eurasiatiques à travers l'exemple mongol médiéval », Thèse de doctorat en Histoire, Paris, EHESS,‎ 12 décembre 2022 (lire en ligne, consulté le 9 octobre 2023)

- Hidetoshi Shimo, « Recherche sur l'histoire de l'Empire mongol, édition originale », University of Tokyo Press, 2013
- Traduit et annoté par Shoji Murakami, « Histoire secrète de la Mongolie, Volume 1 », Heibonsha, 1970
- Traduit et annoté par Shoji Murakami, « Histoire secrète de la Mongolie, Volume 2 », Heibonsha, 1972
- Traduit et annoté par Shoji Murakami, « Histoire secrète de la Mongolie, Volume 3 », Heibonsha, 1976